# Сузин, Адам
Адам Сузин (1799, Брестский уезд Гродненская губерния — 1880) — кандидат философии, участник польского национально-освободительного движения, секретарь Зелёного союза Общества филоматов.

## Биография
Окончил Гродненскую гимназию и Виленский университет. 
В 1816 во время учебы в гимназии выступает с рефератом против антинаполеоновской брошюры Петра Богурского. Критиковал агрессивную политику России, однако в целом благожелательно отзывался об Александре I. 
В университете познакомился и сдружился с гением польского романтизма Адамом Мицкевичем. За участие в деятельности филоматов был приговорен к максимальному по тому времени наказанию: ссылке в Оренбургскую губернию с предварительным заключением в тюрьме. Во время следствия был наиболее несговорчивым среди подследственных. С 1826 отбывал заключение в Орской крепости. 
Получив разрешение переехать в Оренбург (1829), поступил на службу в Оренбургскую пограничную комиссию, работая на должностях казначея и архивариуса. В ссылке поддерживал связи с соратниками по университету. Был заподозрен в организации заговора среди оренбургских поляков, был арестован и подвергся допросу, но был оправдан. 
Вернулся из ссылки в 1837, после чего им были написаны мемуары. Скончался в 1880.

## Память
Личность Адама Сузина увековечена в третьей части поэмы Адама Мицкевича «Дзяды»: 
Я без окна живу и всё равно, что в яме

Как отличишь там день от ночи, свет от тьмы.